# Saiyan Saga
De Saiyan Saga is een van de saga's van de animeserie Dragon Ball Z. In de Saiyan Saga ontdekt de hoofdpersoon Goku wie hij is en waar hij vandaan komt. Het artikel is ingedeeld in verschillende fases van de saga.

## De ontmoeting
De broer van Goku, genaamd Raditz, komt naar de aarde. Via hem komt Goku erachter dat hij oorspronkelijk een Saiyan is van de planeet Vegeta. Hij is naar de aarde gestuurd om deze planeet binnen een paar jaar te veroveren, zodat deze doorverkocht kan worden. Raditz vindt dat Goku zijn afkomst verloochent en ontvoert Gohan; als Goku de volgende dag niet 100 Aardlingen doodt, dan doodt Raditz Gohan.
Goku wil dit echter niet en raakt samen met Piccolo, die eigenlijk zijn aartsvijand is, in gevecht met Raditz om zijn zoon te bevrijden. Dit gaat moeizaam want zelfs met zijn tweeën kunnen ze Raditz niet aan. Wanneer Raditz Goku mishandelt en Gohan dit ziet, veroorzaakt de stress een enorme toename van zijn kracht en een woedeuitbarsting, waarin hij Raditz tegen de vlakte slaat. Hierdoor is hij even afgeleid en kunnen Goku en Piccolo hem verslaan.
Goku weet Raditz alleen te verslaan door zichzelf op te offeren: hij houdt deze van achteren vast waarop Piccolo beiden doorboort met een energiestraal. Voordat Raditz sterft vertelt Piccolo hem dat Goku snel weer terug was door middel van de Dragonballs (zie Dragon Ball). Raditz geeft deze informatie nog net door aan Prins Vegeta en Nappa (de laatste twee Saiyans op Goku na) die ergens ver weg op een planeet mee zitten te luisteren en zeer geïnteresseerd zijn in de Dragonballs om onsterfelijk te worden. Raditz vertelt Piccolo dat zijn twee Saiyan partners zullen komen, en iedereen zullen vernietigen. Uit woede vermoordt Piccolo de toch al dodelijk gewonde Raditz. Nappa en Vegeta stappen in hun ruimteschepen en gaan op weg naar de Aarde. De reis zal een jaar duren, tijd die gebruikt kan worden om te trainen.

## De training
Goku's lichaam verdwijnt en komt uiteindelijk terecht bij Kami, de wachter van de aarde. Deze vertelt hem dat het mogelijk is om bij een grootmeester in de vechtkunst te trainen om de aarde te redden. Om bij deze grootmeester, Koning Kaio, te komen moet Goku een zware en lange weg afleggen. Koning Kaio blijkt bereid Goku te trainen en leert hem onder andere de Spirit Bomb-techniek (een aanval die energie onttrekt aan alle levende wezens). Ondertussen heeft Piccolo op aarde Gohan getraind om zich op de komst van de Saiyans voor te bereiden. Gohan is aanvankelijk een moederskindje dat niet voor zichzelf kan zorgen, maar uiteindelijk ontwikkelt hij zich tot een getrainde strijder. Ook Krillin, Yamcha, Tien, Chiaotzu en Yajirobe, vrienden van Goku, trainen hard voor de komst van de Saiyans.

## Het gevecht
Na een jaar komen de Saiyans uiteindelijk aan en komen ze Piccolo, Gohan, en de rest van Goku's vrienden tegen. De Saiyans willen wat plezier maken en hun vijanden testen, dus planten ze zaad waaruit Saibamannen groeien die de Z-strijders aanvallen. Iedere strijder duelleert met een Saibaman. Tien en Yamcha verslaan beide hun tegenstanders, maar dan grijpt Yamcha´s Saibaman hem en blaast beiden om met een kamikaze-aanval.
Nappa en Vegeta sturen een paar Saibamen op Krillin af, en deze wordt zo kwaad dat hij ze allemaal vernietigt. Nappa bemoeit zich met het gevecht en vernietigd Tiens rechterarm. Chiaotzu pleegt vervolgens een kamikaze-aanval tegen Nappa, maar Nappa kan hem net op tijd afschudden zodat Chaotzu voor niets sterft. Vervolgens valt Tien aan, maar Nappa kan hem makkelijk afweren totdat hij uitgeput raakt en Nappa hem doodt.
Piccolo, Gohan en Krillin proberen Nappa te verslaan maar hij is, hoewel niet erg slim, veel te sterk. Wanneer Nappa op het punt staat Gohan aan te vallen en te doden, springt Piccolo voor hem. Met zijn opoffering weet hij Gohan te redden, zelf sterft hij. Hierop krijgt Gohan een woede-aanval en neemt zijn kracht explosief toe, waarop hij een energiebal op Nappa afvuurt die deze gewaarschuwd door Vegeta wegslaat. Nappa maakt zich hierna op om Gohan te doden.
Uiteindelijk komt Goku net op tijd aanvliegen, die ondertussen weer levend is gewenst en terug op aarde is gekomen. Goku vertelt Krillin en Gohan dat ze weg moeten gaan omdat het gevaarlijk wordt. Goku verslaat Nappa heel gemakkelijk, waarop Vegeta hem toebijt dat hij het zelf af zal handelen. De gefrustreerde en vernederde Nappa valt vervolgens Gohan en Krillin aan waarop Goku hen redt door de Kaio Ken aanval uit te voeren, waarmee hij zijn kracht en snelheid kan vermenigvuldigen. Uit schaamte doodt Vegeta Nappa.

## Laatste gevecht
Goku gaat vervolgens de strijd aan met Vegeta. Deze is beduidend sterker dan Goku maar met de Kaio Ken aanval trekt deze het recht, en al snel blijkt dat ze aan elkaar gewaagd zijn. Goku gebruikt vervolgens een dubbele Kaio Ken waardoor zijn kracht die van Vegeta overvleugelt. Woedend vuurt Vegeta dan ook Galick Gun op Aarde af om deze te vernietigen, zodat Goku de straal moet tegenhouden met een drievoudige Kaio Ken die het uiterste van zijn lichaam vergt. 
Vegeta merkt dat hij het niet gaat winnen en verandert door middel van een energiebol, die de gloed van de maan uitstraalt, in een gigantische aap genaamd Oozaru. Vegeta knijpt Goku fijn en doodt hem bijna, totdat Yajirobe, die zich verstopte, Vegeta's staart afhakt, waarop deze weer zijn normale vorm krijgt. Goku is echter volledig gemangeld en niet meer in staat tot vechten, waarop Gohan en Krillin het tegen Vegeta opnemen. Hoewel Vegeta door het pak slaag van Goku verzwakt is zijn Krillin en Gohan nog steeds geen partij voor hem, maar Gohans staart blijkt aangegroeid en Goku instrueert Gohan telepatisch in Vegeta´s energiebol te kijken waardoor hij ook in een Oozaru verandert. 
Vegeta krijgt een pak slaag en moet rennen voor zijn leven, maar weet Gohans staart af te hakken. Ongelukkigerwijze voor hem valt Gohan nog in zijn enorme apengedaante bovenop Vegeta en verplettert hem, alvorens weer in zijn oude zelf te veranderen. Zwaargewond en met zijn laatste krachten kruipt Vegeta naar zijn ruimteschip. Krillin wil Vegeta met Yajirobe zijn zwaard doden, maar Goku laat dit niet toe en laat hem gaan omdat iedereen een tweede kans verdient. Vegeta zweert terug te komen en zich te wreken en de zwaargewonde Goku wordt afgevoerd naar het ziekenhuis.

## Afleveringen
| afleveringen                |
| --------------------------- |
| 1. The New Threat           |
| 2. Reunions                 |
| 3. Unlikely Alliance        |
| 4. Piccolo's Plan           |
| 5. Gohan's Rage             |
| 6. No Time Like the Present |
| 7. Day 1                    |
| 8. Gohan Goes Bananas       |
| 9. The Stangest Robot       |
| 10. A New Friend            |
| 11. Terror on Arlia         |
| 12. Global Training         |
| 13. Goz and Mez             |
| 14. Princess Snake          |
| 15. Dueling Piccolos        |
| 16. Plight of the Children  |
| 17. Pendulum Room Peril     |
| 18. The End of Snake Way    |
| 19. Defying Gravity         |
| 20. Goku's Ancestors        |
| 21. Counting Down           |
| 22. The Darkest Day         |
| 23. Saibamen Attack!        |
| 24. The Power of Nappa      |
| 25. Sacrifice               |
| 26. Nappa's Rampage         |
| 27. Nimbus Speed            |
| 28. Goku's Arrival          |
| 29. Lesson Number One       |
| 30. Goku vs. Vegeta         |
| 31. Saiyan Sized Secret     |
| 32. Spirit Bomb Away!       |
| 33. Hero in the Shadows     |
| 34. Krillin's Offensive     |
| 35. Mercy                   |

| Engelse TV afleveringen (cut version)         |
| --------------------------------------------- |
| 1. The Arrival of Raditz                      |
| 2. The World's Strongest Team                 |
| 3. Gohan's Hidden Powers                      |
| 4. Goku's Unusual Journey                     |
| 5. Gohan's Metamorphosis                      |
| 6. Gohan Makes a Friend                       |
| 7. Trouble on Arlia                           |
| 8. Home for Infinite Losers                   |
| 9. Princess Snake's Hospitality               |
| 10. Escape from Piccolo                       |
| 11. Showdown in the Past                      |
| 12. The End of Snake Way                      |
| 13. A Fight Against Gravity... Catch Bubbles! |
| 14. The Legend of the Saiyans                 |
| 15. A Black Day for Planet Earth              |
| 16. The Battle Begins... Goku Where Are You?  |
| 17. The Saibaimen Strike                      |
| 18. Nappa... The Invincible?                  |
| 19. Tien Goes All Out!!                       |
| 20. Time's Up!                                |
| 21. The Return of Goku                        |
| 22. Goku Strikes Back                         |
| 23. Goku vs. Vegeta... a Saiyan Duel!         |
| 24. Vegeta... Saiyan Style!                   |
| 25. Stop Vegeta Now!                          |
| 26. The Battle Ends                           |